# 張元功
张元功（？ - 1596年），北直隶顺天府大兴县人，明朝世袭英国公，少保、英国公张溶之子。張元功于万历十年（1582年）袭爵，万历二十四年（1596年）去世，其弟张元德袭爵。